# Produsul intern brut
| >$60.000 $50.000 - $60.000 $40.000 - $50.000 $30.000 - $40.000 | $20.000 - $30.000 $10.000 - $20.000 $5.000 - $10.000 $2.500 - $5.000 | $1.000 - $2.500 $500 - $1.000 <$500 Date indisponibile |

| >$60.000 $50.000 – $60.000 $40.000 – $50.000 $30.000 – $40.000 $20.000 – $30.000 $10.000 – $20.000 | $5.000 – $10.000 $2.500 – $5.000 $1.000 – $2.500 <$1.000 Date indisponibile |

Harta globală în funcție de PIB-ul (nominal) per locuitor în 2023

Harta globală în funcție de PIB la paritatea puterii de cumpărare (PPC) per locuitor in 2024

Produsul Intern Brut (PIB) reprezintă valoarea totală de piață a producției finale de pe un teritoriu definit (țară, grup de țări, regiune, unitate administrativă etc.) într-o anumită perioadă. Indicatorul descrie producția economică, activitatea și nivelul de trai al populației țării în cauză pentru perioada considerată. Mai mult, servește ca un indicator care definește dimensiunea, creșterea sau declinul unei economii sau al unui sector economic.
Calculul său periodic permite statelor, companiilor, investitorilor și altor factori de decizie să evalueze, să prognozeze și să planifice deciziile economice viitoare. Se iau în considerare doar produsele și serviciile finite, excluzând cheltuielile de procesare și operare ale acestora. Valoarea poate fi exprimată în moneda națională sau în echivalent valutar, pe baza unor factori de conversie.
Raportul dintre valoarea PIB și populația totală ale teritoriului analizat reprezintă produsul intern brut per locuitor, indicator care poate aproxima nivelul de trai mediu al populației respective. În timp ce indicatorul PIB nominal este util la compararea economiilor naționale de pe piața internațională, acesta nu reflectă decalajele dintre costul vieții și ratele inflației, prin urmare utilizarea PIB per locuitor la paritatea puterii de cumpărare (PPC) este preferabilă atunci când se compară nivelul de trai între țări. Valoarea totală a PIB poate fi defalcată, pentru a reflecta contribuția fiecărei ramuri industriale sau sector economic:205.
Calculul PIB presupune includerea tuturor produselor finite, adică bunurile aflate în etapa de utilizare finală, care sunt înregistrate ca producție economică. Mărfurile depozitate, care nu sunt utilizate direct, sunt luate în considerare la calculul stocurilor.
Spre deosebire de venitul național brut, la calcularea valorii PIB a unei țări sunt luate în considerare doar bunurile produse și serviciile prestate în interiorul granițelor naționale, veniturile obținute de rezidenți în străinătate și cele transferate internațional de cetățenii străini nefiind incluse.
PIB-ul este adesea folosit pentru comparații internaționale, precum și ca măsură generală a progresului economic. Este adesea considerat a fi cel mai puternic indicator statistic al dezvoltării și progresului țărilor lumii. Cu toate acestea, criticii imperativului de creștere economică susțin adesea că determinarea PIB-ului nu au fost niciodată menită să măsoare progresul și omite alte externalități-cheie, precum extracția resurselor, impactul asupra mediului și munca neremunerată (voluntariat, muncă în gospodărie etc.). Conceptele economice alternative, cum ar fi modelul economic inelar folosesc alți indicatori, precum indicele dezvoltării umane, ca abordare mai eficientă de măsurare a efectului economiei asupra dezvoltării umane și bunăstării personale.

## Istoric
În a doua jumătate a secolului al XVII-lea, britanicul William Petty a dezvoltat un concept de PIB pentru a calcula sarcina fiscală și a susținut că proprietarii au fost impozitați în mod nedrept în timpul războaielor dintre olandezi și englezi din perioada 1652-1674. Conaționalul său, Charles Davenant, a îmbunătățit conceptul în 1695.
Un alt pionier al PIB-ului este economistul britanic-australian Colin Clark. El a fost primul care a întreprins calcule ale venitului național după Petty și a creat bazele și elementele de înregistrare a PIB-ului care sunt și astăzi relevante. De asemenea, a dezvoltat conceptul de creștere economică, măsurată prin rata de creștere a venitului național. Clark, ca și Petty, considera venitul național drept un indicator relevant din punct de vedere politic pentru comparații internaționale. Totuși, guvernul britanic nu a fost convins de importanța calculului venitului național pentru perioade lungi.
În 1940, John Maynard Keynes a recomandat în lucrarea How to pay for the war ca nu doar consumul și investițiile, ci și cheltuielile guvernamentale să fie incluse în calculul venitului național, ceea ce corespunde definiției actuale a PIB-ului. Keynes a dezvoltat în continuare metoda lui Clark de calculare a venitului național în colaborare cu membrii Trezoreriei britanice James Meade și Richard Stone. Ulterior, Meade și Stone au dezvoltat un sistem de conturi pentru contabilitatea națională bazat pe definiția lui Clark și, mai precis, a lui Keynes.
Conceptul modern de PIB a fost dezvoltat pentru prima dată de Simon Kuznets într-un raport către Congresul SUA din 1934, în care avertiza împotriva utilizării acestuia ca măsură a bunăstării:5-7. Kuznets a fost însărcinat să calculeze veniturile naționale pentru anii 1929–1931, în perioada Marii Depresiuni. A fost prima dată când un guvern a solicitat astfel de date. După ce a făcut calculele, Kuznets a subliniat Congresului american posibilitatea limitată de a măsura avuția națională prin acest indicator, considerând că înregistrarea venitului național depinde de consensul social asupra a ceea ce se înțelege prin activitate economică și, pe lângă potențialul acesteia, a văzut pericolul supraevaluării indicatorului. Începând cu acel an, Departamentul de Comerț al Statelor Unite a calculat venitul național în mod regulat. În 1936, în campania sa electorală, președintele Franklin D. Roosevelt s-a referit la creșterea venitului național.
După Conferința de la Bretton Woods din 1944, PIB-ul a devenit principalul instrument de măsurare a economiei unei țări. La acea vreme, estimarea preferată era produsul național brut (PNB), care diferea de PIB prin aceea că măsura producția din țară și din străinătate a cetățenilor unei țări, mai degrabă decât a „unităților rezidente” ale acesteia. Rolul pe care l-au jucat măsurătorile PIB în al Doilea Război Mondial a fost crucial pentru acceptarea politică ulterioară a PIB ca indicator al dezvoltării și progresului național.
Istoricul conceptului PIB este marcat de numeroasele modificări în estimarea acestuia. Valoarea adăugată de companii este relativ ușor de calculat folosind datele din conturile lor, dar valoarea adăugată de sectorul public, de instituțiile financiare și de crearea de imobilizări necorporale este mai complexă. Aceste activități sunt din ce în ce mai importante în economiile dezvoltate, iar convențiile internaționale care guvernează estimarea lor și includerea lor în PIB se schimbă în mod regulat, în încercarea de a ține pasul cu progresele industriale. După spusele unuia dintre cei mai reputați economiști britanici din prezent, Diane Coyle, „valoarea finală a PIB-ului este, prin urmare, rezultatul unui vast mozaic de statistici și al unui set complicat de procese efectuate asupra datelor brute pentru a le potrivi cadrului conceptual”:6.
China a adoptat oficial PIB-ul ca indicator al performanței economice în 1993, ceea ce a condus la consacrarea acestui concept economic la nivel global. Anterior, China se bazase pe un sistem de contabilitate național de inspirație marxistă.

## Definiții
În Uniunea Europeană, conform Eurostat, „produsul intern brut este o măsură de bază a dimensiunii totale a economiei unei țări. Ca măsură agregată a producției, PIB-ul este egal cu suma valorii adăugate brute a tuturor unităților instituționale rezidente implicate în producție, plus orice taxe pe produse și minus orice subvenții pentru produse. Valoarea adăugată brută este diferența dintre producție și consumul intermediar. PIB-ul este, de asemenea, egal cu:
- suma utilizărilor finale ale bunurilor și serviciilor (toate utilizările cu excepția consumului intermediar) măsurate în prețurile de cumpărare, minus valoarea importurilor de bunuri și servicii,
- suma veniturilor primare distribuite de unitățile producătoare rezidente.

PIB-ul este unul dintre principalii indicatori ai sistemului european de conturi naționale și regionale (ESA 2010)”.
În Statele Unite, conform U.S. Bureau of Economic Analysis, „PIB-ul este una dintre cele mai cuprinzătoare și atent urmărite statistici economice: este folosit de Casa Albă și Congres pentru a pregăti bugetul federal, de Federal Reserve pentru a formula politica monetară, de companiile financiare ca indicator al activității economice și de comunitatea de afaceri pentru pregătirea previziunilor performanței economice care să ofere baza pentru planificarea producției, investițiilor și angajării forței de muncă. PIB-ul măsoară valoarea de piață a bunurilor, serviciilor și structurilor produse de economia națională într-o anumită perioadă”.
În Regatul Unit, conform HM Treasury, „produsul intern brut reprezintă suma tuturor veniturilor obținute din producția de bunuri și servicii de pe teritoriul economic britanic, indiferent de rezidența beneficiarilor acestora, fiind echivalent cu valoarea adăugată economiei prin aceste activități economice. Valoarea adăugată poate fi definită ca venit minus costuri intermediare (costuri ca urmare a producției de bunuri sau servicii finale). Prin urmare, creșterea PIB-ului reflectă atât creșterea economiei, cât și modificările prețurilor (inflație)”.
Conform Fondului Monetar Internațional, „PIB-ul măsoară valoarea monetară a bunurilor și serviciilor finale – adică a celor care sunt achiziționate de utilizatorul final – produse într-o țară într-o anumită perioadă de timp (de exemplu un trimestru sau un an). Acesta reprezintă toată producția generată în interiorul granițelor unei țări. PIB-ul este compus din producția de bunuri și servicii destinate pieței și include, de asemenea, unele producții non-piață, cum ar fi serviciile de apărare sau educație furnizate de guvern”.
Conform Organizației pentru Cooperare și Dezvoltare Economică, „PIB-ul măsoară venitul obținut din producția de bunuri și servicii dintr-o țară într-o anumită perioadă. Acest indicator se bazează pe PIB nominal (exprimat în valori curente), prin urmare este mai puțin potrivit pentru comparații în timp, deoarece evoluțiile nu sunt cauzate doar de creșterea economică reală, ci și de modificările prețurilor și diferențele de curs valutar”.

### Deflator PIB
Valoarea produsului intern brut poate fi calculată și exprimată în mai multe moduri. Pe de o parte, se poate calcula ca valoare nominală (PIB nominal), care indică suma valorii adăugate interne sau a valorii adăugate de pe teritoriul definit, exprimată în valorile (prețurile) curente ale pieței. Aceasta înseamnă că PIB-ul depinde de modificările indicelui prețurilor din economia luată în considerare. Valoarea PIB-ul nominal crește odată cu inflația și scade în cazul deflației. De exemplu, o rată a inflației de cinci procente cu producție constantă de bunuri duce la o creștere nominală a PIB de cinci procente. Pe de altă parte, pentru a exprima valoarea reală a produsului intern brut, independent de modificările prețurilor, se utilizează un indicator armonizat, PIB real, caz în care toate bunurile și serviciile sunt evaluate la prețurile unui an de referință (PIB la prețuri constante).
Factorul utilizat pentru a converti PIB-ul din valori curente în valori constante se numește deflator PIB. Spre deosebire de indicele prețurilor de consum, care măsoară inflația sau deflația prețurilor bunurilor de uz casnic, deflatorul PIB măsoară modificările prețurilor tuturor bunurilor și serviciilor produse pe plan intern într-o economie, inclusiv bunurile de investiții și serviciile guvernamentale, precum și bunurile de consum casnic. Acesta este calculat ca raportul dintre PIB-ul nominal și PIB-ul real într-un an.

## Calculul produsului intern brut (PIB)
Produsul intern brut este reprezentativ pentru producția și venitul total dintr-o economie, valoarea sa fiind de obicei calculată de fiecare agenție națională de statistică, care compilează informațiile provenite dintr-un număr mare de surse. La efectuarea calculelor, majoritatea țărilor respectă standardele internaționale stabilite prin Standardul internațional de măsurare a PIB-ului care este cuprins în Sistemul de Conturi Naționale elaborat în 1993 și actualizat în 2008 de Fondul Monetar Internațional, Comisia Europeană, Organizația pentru Cooperare și Dezvoltare Economică, Națiunile Unite și Banca Mondială.
Sistemul de Conturi Naționale (The System of National Accounts - SNA) prevede trei moduri de estimare a valorii PIB: o abordare a producției, care calculează valoarea adăugată brută, o abordare a cheltuielilor și o abordare bazată pe venit. În teorie, toate aceste metode trebuie să conducă spre același rezultat.
Cea mai directă dintre cele trei metode este abordarea producției, care însumează rezultatele fiecărui sector economic. Abordarea cheltuielilor funcționează pe principiul că toate produsele trebuie să fie achiziționate de cineva, prin urmare valoarea produsului finit trebuie să fie egală cu cheltuielile totale pentru cumpărarea bunurilor. Abordarea veniturilor funcționează pe principiul că veniturile factorilor productivi („producători”) trebuie să fie egale cu valoarea produsului lor finit, valoarea PIB fiind calculată prin însumarea tuturor veniturilor producătorilor.

### Abordarea producției
Conform Băncii Mondiale, „abordarea producției estimează mai întâi valoarea brută a producției interne din sectoarele de activitate, agricultură, industrie și servicii. Apoi determină valoarea intermediară a materialelor, bunurilor și serviciilor utilizate („consumul intermediar”) pentru a produce acea ieșire. Valoarea adăugată brută este valoarea brută a producției minus consumul intermediar. În mod oficial, valoarea PIB calculată în funcție de producție reprezintă suma valorii adăugate brute de către toți producătorii rezidenți din economie plus orice taxe pe produs (mai puțin subvențiile) care nu sunt incluse în evaluarea producției”.
Conform Fondului Monetar Internațional, „abordarea producției însumează valorile care reprezintă „valoarea adăugată” în fiecare etapă a producției, unde valoarea adăugată este definită ca vânzări totale minus valoarea intrărilor intermediare în procesul de producție. De exemplu, făina ar fi un input intermediar, iar pâinea ar fi produsul finit, sau serviciile unui arhitect ar fi o intrare intermediară, iar construcția ar fi produsul finit”.

### Abordarea cheltuielilor
Conform Băncii Mondiale, „abordarea cheltuielilor însumează următoarele componente: cheltuieli private pentru consumul de bunuri și servicii durabile și nedurabile, investiții în active noi sau echipamente nefinanciare, cum ar fi noi locuințe, utilaje sau software, cheltuielile guvernamentale pentru bunuri și servicii finale, inclusiv salariile angajaților publici și exporturile brute minus importurile brute (deoarece acestea din urmă sunt incluse în altă parte). În mod oficial, valoarea PIB calculată în funcție de cheltuieli reprezintă suma cheltuielilor de consum final ale gospodăriilor, guvernului și instituțiilor nonprofit care deservesc gospodăriile, formarea brută de capital și exporturile nete (exporturi minus importuri) de bunuri și servicii”.
Conform Fondului Monetar Internațional, „abordarea cheltuielilor calculează valoarea achizițiilor efectuate de utilizatorii finali (de exemplu consumul de alimente, televizoare și servicii medicale de către gospodării), investițiile în utilaje ale companiilor și achizițiile de bunuri și servicii de către guvern și rezidenți străini”.

### Abordarea veniturilor
Conform Fondului Monetar Internațional, „abordarea veniturilor însumează veniturile generate de producție, de exemplu compensațiile pe care le primesc angajații (salarii, prime, contribuții la pensie și asigurări sociale) și beneficiul din exploatare al companiilor (vânzările brute minus costurile)”.
Conform HM Treasury din Regatul Unit, „abordarea veniturilor însumează veniturile factorilor economici dintr-o economie. Aceasta ar putea fi descrisă și ca suma veniturilor generate direct de activitatea productivă. Compensarea angajaților reprezintă toate veniturile din muncă, inclusiv contribuția angajatorului la pensii și contribuții sociale. Excedentul din exploatare este alcătuit în principal din profituri comerciale și venituri din chirii, în timp ce venitul mixt reprezintă venitul lucrătorilor independenți”.

## Comparație între PIB și VNB
În timp ce produsul intern brut (PIB) măsoară valoarea de piață a tuturor bunurilor și serviciilor finale produse într-o țară, venitul național brut (VNB) măsoară veniturile generate de cetățenii acelei țări, indiferent de locația geografică unde se obține venitul. În cazul a numeroase țări, cele două valori sunt apropiate, deoarece diferența dintre veniturile primite de țară și plățile efectuate către restul lumii nu este semnificativă. De exemplu, potrivit Băncii Mondiale, valoarea VNB din Statele Unite în 2023, de 26.895 miliarde USD a fost cu 1,7% mai mare decât valoarea PIB, de 27.361 miliarde USD. În cazul țărilor în curs de dezvoltare, pe de altă parte, diferența ar putea fi mai semnificativă, din cauza volumelor mari de ajutoare externe și a intrărilor de capital, întrucât, spre deosebire de PIB, valoarea VNB include salariile și veniturile din proprietăți ale rezidenților țării obținute în străinătate. 
Compararea VNB cu PIB într-o țară arată în ce măsură produsul intern brut al acelei țări este afectat de activitatea financiară internă și internațională. VNB a înlocuit treptat PNB (produsul național brut) în statisticile internaționale și chiar dacă este conceptual identic, este calculat diferit. Diferența față de PNB constă în includerea tuturor taxelor pe produs (mai puțin subvențiile) care nu sunt incluse în evaluarea producției. Banca Mondială utilizează metoda Atlas pentru a corecta variațiile cursului valutar. 

## Rata de creștere a PIB

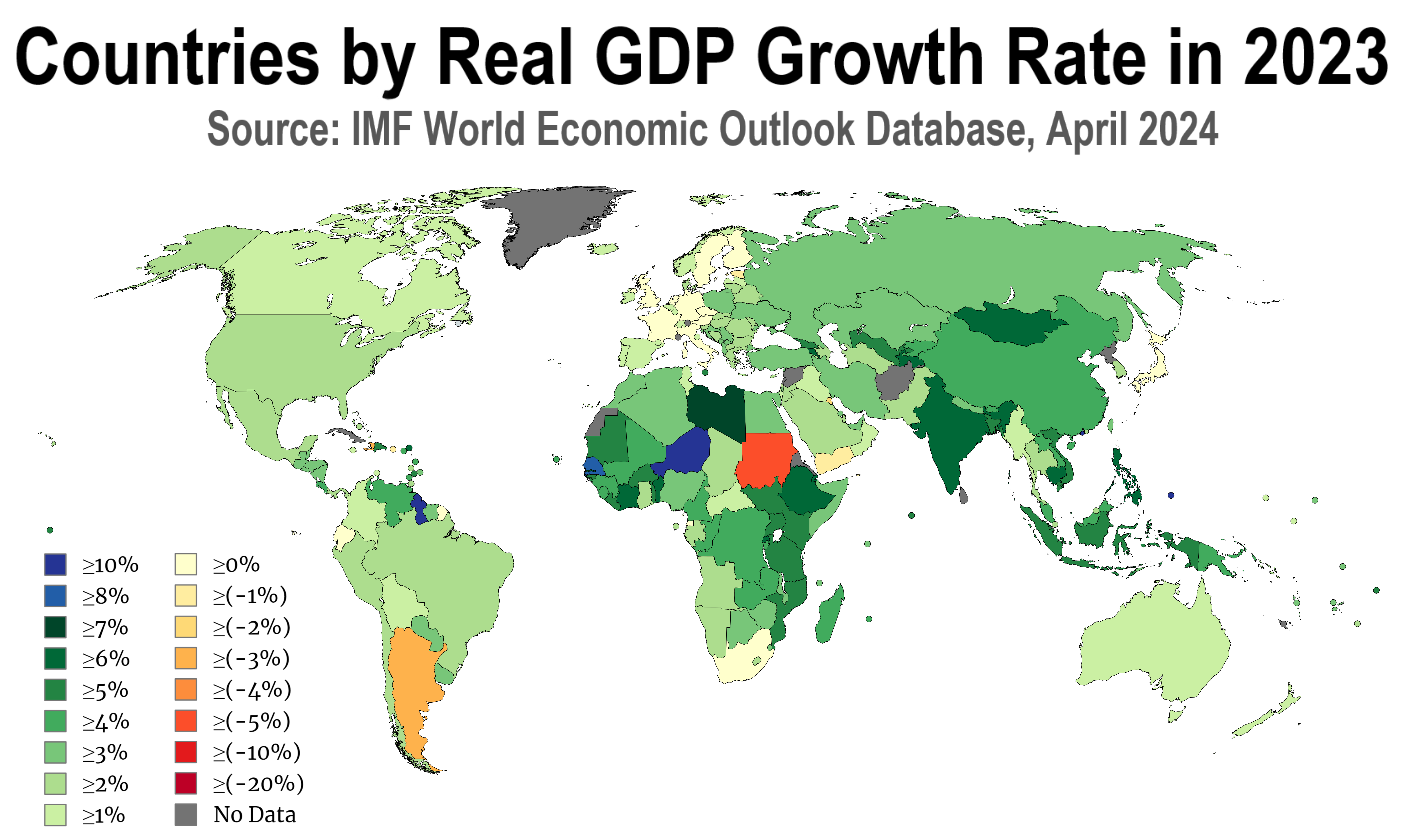
Harta globală în funcție de rata de creștere a PIB, 2023

Valorile succesive ale produsului intern brut pot fi utilizate pentru a calcula rata de creștere a PIB-ului, care indică cât de mult a crescut producția unei țări (sau cât a scăzut, dacă rata de creștere este negativă) în comparație cu perioada anterioară, rezultatul fiind exprimat de obicei ca procent. 
Pentru un teritoriu definit, creșterea economică poate fi evaluată utilizând rata de creștere a PIB-ului sau rata de creștere a PIB-ului per locuitor.

## Produsul intern brut per locuitor
| > $60.000 $50.000–$60.000 $40.000–$50.000 $30.000–$40.000 $20.000–$30.000 $10.000–$20.000 | $5.000–$10.000 $2.500–$5.000 $1.000–$2.500 < $1.000 Date inexistente |

| > $60.000 $50.000–$60.000 $40.000–$50.000 $30.000–$40.000 $20.000–$30.000 $10.000–$20.000 | $5.000–$10.000 $2.500–$5.000 $1.000–$2.500 $500–$1.000 < $500 Date inexistente |

Harta globală în funcție de PIB PPC per locuitor, 2024

Harta globală în funcție de PIB (nominal) per locuitor, 2023

Produsul intern brut per locuitor al unei țări reprezintă valoarea tuturor bunurilor și serviciilor finale produse în acea țară, într-un anumit an (sau semestru), împărțită la populația medie din acea țară în perioada respectivă, valoarea obținută exprimând producția medie a unei persoane din acea țară. Produsul intern brut per locuitor poate fi exprimat ca valoare nominală sau ca valoare armonizată cu paritatea puterii de cumpărare.

### Evaluarea nivelului de trai
Indicatorul PIB per locuitor este adesea folosit pentru evaluarea nivelului de trai.
Avantajul major al PIB-ului per locuitor ca indicator al nivelului de trai este că este măsurat frecvent, pe scară largă și consecvent. Se consideră că este măsurat frecvent datorită faptului că majoritatea țărilor publică informații despre PIB în fiecare trimestru, permițând observarea rapidă a tendințelor. Se consideră că este măsurat pe scară largă prin faptul că o măsură a PIB-ului este disponibilă pentru aproape fiecare țară din lume, permițând comparații între țări. Se consideră că este măsurat în mod consecvent prin faptul că definiția tehnică a PIB-ului este relativ similară între țări. Totuși, PIB-ul nu include mai mulți factori care influențează nivelul de trai, printre care:
- externalități – creșterea economică poate implica o creștere a externalităților negative care nu sunt măsurate direct în PIB[26][27]. Creșterea producției industriale ar putea conduce la o creștere a valorii PIB, dar nu este luată în considerare nicio formă de poluare[28],
- tranzacții non-piață – valoarea PIB nu include activitățile care nu sunt furnizate prin intermediul pieței, precum producția casnică, trocul de bunuri și servicii și serviciile voluntare sau neplătite,
- economie non-monetară – în economiile în care nu este evidențiată o mare parte a tranzacțiilor financiare, se obțin valori ale PIB inexacte sau anormal de scăzute. De exemplu, în țările în care tranzacțiile comerciale majore au loc informal, părți ale economiei locale nu sunt ușor de înregistrat. În aceste țări, barterul poate fi considerat mai important decât utilizarea banilor, extinzându-se chiar și la servicii[27],
- îmbunătățirea calității și introducerea de produse noi – prin neajustarea completă cu privire la îmbunătățirea calității și introducerea de produse noi, PIB-ul subestimează adevărata creștere economică. De exemplu, deși computerele de astăzi sunt mai puțin costisitoare și mai puternice decât computerele din trecut, PIB le tratează ca produse similare, luând în considerare doar valoarea lor monetară. Introducerea de produse noi este, de asemenea, dificil de măsurat cu precizie și nu se reflectă în PIB, deși poate crește nivelul de trai. De exemplu, chiar și cea mai bogată persoană din 1900 nu putea achiziționa produse precum antibiotice și telefoane mobile, pe care orice consumator le poate cumpăra în prezent, deoarece astfel de facilități moderne nu existau atunci,
- sustenabilitatea creșterii – PIB-ul este o măsură a istoricului activității economice și nu o proiecție a acesteia,
- distribuția veniturilor – PIB-ul nu ține cont de variațiile distribuției veniturilor între diferite grupuri demografice[27].

Se poate argumenta că PIB-ul per locuitor ca indicator al nivelului de trai este corelat cu acești factori, evidențiindu-i indirect. În consecință, PIB-ul per locuitor poate fi utilizat ca indicator al nivelului de trai, deoarece majoritatea oamenilor au o idee destul de exactă despre ceea ce reprezintă și știu că este dificilă măsurarea cantitativă a unor concepte precum fericirea, calitatea vieții și bunăstarea. Din perspectiva măsurilor de mediu, sociale și de guvernanță (environmental, social and governance - ESG), tendințele PIB-ului per locuitor pot fi influențate de factori precum egalitatea de gen și elemente de calitate a reglementărilor. De exemplu, în Filipine, o țară în curs de dezvoltare cu o economie mixtă din 2008 până în 2021, elemente precum produsul intern brut per locuitor și rata șomajului au un efect semnificativ asupra numărului de IMM-uri.

## Critici
PIB-ul, așa cum a fost definit încă din faza inițială, include cheltuielile pentru bunuri și servicii a căror valoare ar scădea dacă problemele de bază ar fi rezolvate sau reduse, de exemplu asistența medicală, combaterea criminalității și cheltuielile militare. În timpul celui de-al Doilea Război Mondial, Simon Kuznets a susținut excluderea cheltuielilor militare din calculul PIB pe timp de pace. Ideea nu a devenit populară, deoarece aceste activități se încadrează în modelele macroeconomice (de exemplu, cheltuielile militare consumă capital și forță de muncă).
Încă din perioada inițială de dezvoltare a PIB-ului, mai mulți observatori au subliniat limitările utilizării PIB-ului ca măsură globală a progresului economic și social. De exemplu, numeroși ecologiști susțin că PIB-ul este o măsură ineficientă a progresului social, deoarece nu ia în considerare daunele aduse mediului. De asemenea, PIB-ul nu ia în considerare sănătatea umană și nici aspectele educaționale ale unei populații.
Deși un nivel ridicat sau în creștere al PIB-ului este adesea asociat cu un progres economic și social sporit, uneori se întâmplă contrariul. De exemplu, Jean Drèze și Amartya Sen au subliniat că o creștere a PIB-ului sau a ratei de creștere a PIB nu duce neapărat la un nivel de viață mai ridicat, în special în domenii precum sănătatea și educația. Un alt domeniu important care nu se îmbunătățește neapărat împreună cu PIB-ul este libertatea politică, un exemplu notabil fiind China, unde creșterea PIB-ului este puternică, dar libertățile politice sunt constant restricționate. PIB-ul nu ține cont de distribuția veniturilor între rezidenții unei țări, deoarece PIB-ul este doar o măsură agregată. O economie poate fi foarte dezvoltată sau în creștere rapidă, dar poate conține și un decalaj ridicat între bogați și săraci, inegalitățile apărând adesea pe criterii de rasă, etnie, gen, religie sau alt statut de minoritate în interiorul unei țări. Acest lucru poate duce la caracterizări înșelătoare ale bunăstării economice dacă distribuția veniturilor este puternic orientată către nivelul superior, deoarece rezidenții mai săraci nu vor beneficia direct de nivelul general de bogăție și venit generat în țara lor (puterea lor de cumpărare poate scădea, chiar dacă PIB-ul mediu per locuitor crește). La calculul PIB-ului per locuitor nu se ține cont de distribuția veniturilor (tinzându-se spre supraevaluarea venitului mediu per locuitor). De exemplu, în perioada apartheidului, Africa de Sud s-a clasat pe locuri de top în ceea ce privește PIB-ul per locuitor, dar beneficiile acestei bogății și veniturile imense nu au fost împărțite echitabil între cetățenii săi. Aceste inegalități sunt abordate de Obiectivul de dezvoltare durabilă 10 al Națiunilor Unite, care, alături de alte inițiative globale, urmărește reducerea și eliminarea lor.
PIB-ul exclude valoarea muncii în gospodărie și a altor activități neremunerate. Unii economiști, printre care Martha Nussbaum, susțin că această valoare ar trebui inclusă în măsurarea PIB-ului, deoarece forța de muncă și activitatea casnică este în mare măsură un substitut pentru bunuri și servicii care altfel ar fi achiziționate cu bani. Chiar și pe baza estimărilor conservatoare, valoarea forței de muncă neremunerate în Australia a fost estimată la peste 50% din PIB-ul țării. Un studiu ulterior a analizat această valoare în alte țări, cu rezultate variind de la un minim de aproximativ 15% în Canada (folosind estimări conservatoare) până la aproape 70% în Regatul Unit (folosind estimări mai liberale). Pentru Statele Unite ale Americii, valoarea a fost estimată a fi între aproximativ 20% la gama inferioară și aproape 50% la gama superioară, în funcție de metodologia utilizată. Pentru că multe politici publice sunt modelate de calculele PIB-ului și de domeniul aferent conturilor naționale, politicile publice s-ar putea modifica dacă munca neremunerată ar fi inclusă în PIB-ul total. Unii economiști au pledat pentru schimbări în modul în care politicile publice sunt formate și implementate.
Comisia guvernamentală Natural Capital Committee din Regatul Unit a evidențiat deficiențele PIB-ului într-un raport adresat guvernului britanic în 2013, subliniind că PIB-ul „se concentrează pe fluxuri, nu pe stocuri. Drept urmare, este posibil ca o economie să își reducă activele, dar, în același timp, să înregistreze niveluri ridicate de creștere a PIB-ului, până când se ajunge la un punct în care activele epuizate determină o limitare a creșterii economice viitoare”. Autorii raportului au continuat, declarând că „este evident că rata de creștere a PIB-ului înregistrată supraestimează rata de creștere durabilă. Prin urmare sunt necesare măsuri mai ample, existând pericolul ca deciziile pe termen scurt bazate exclusiv pe ceea ce este măsurat în prezent prin conturile naționale să se poate dovedi a fi costisitor pe termen lung”.

### Distorsionarea valorilor PIB
Complexitatea calculului valorii PIB și dificultatea verificării acesteia pot duce la rezultate distorsionate, utilizate în scop de manipulare. S-a sugerat că țările care au guverne autoritare, precum China și Rusia, își supraevaluează valorile PIB cu până la 15-30%, în special în anii premergători alegerilor electorale.
Practicile companiilor multinaționale, care urmăresc reducerea impozitului pe profitul obținut prin transferul profitului în țări cu nivel mai scăzut de impozitare, afectează corectitudinea evaluărilor economice ale țării gazdă. În februarie 2017, PIB-ul Irlandei a devenit atât de distorsionat din cauza instrumentelor de planificare fiscală ale multinaționalelor americane constând în reducerea bazei de impozitare și transferul profitului (în engleză Base erosion and profit shifting - BEPS), încât Banca Centrală a Irlandei a decis ca, la analizarea performanței economice a țării, să înlocuiască PIB-ul cu un nou indicator, denumit venit național brut modificat (VNB*). Acțiunea a fost necesară întrucât profiturile obținute de filialele companiilor străine nu rămâneau în țară, iar o consecință a fost diferența uriașă dintre VNB și PIB: în anul 2017, în Irlanda, valoarea VNB per locuitor a fost cu aproximativ 15 puncte procentuale mai mică decât valoarea PIB per locuitor. În cazul Irlandei, începând cu anul 2015, toate companiile înregistrate în Irlanda trebuie să aibă și reședința fiscală în aceeași țară. Totuși, veniturile din brevete au rămas în mare parte scutite de impozite, iar companiile care investesc în cercetare și dezvoltare în Irlanda vor plăti în viitor o rată mai mică a impozitului pe profit.
În Luxemburg, în 2022, 45,3% (227.700 din 502.600) dintre salariați erau navetiști transfrontalieri:18, astfel încât valoarea reală a PIB-ului per locuitor din Luxemburg, care oricum a înregistrat în 2022 cea mai mare valoare din Uniunea Europeană, de 261% față de media UE:78, pare să fi fost de aproape două ori mai mare. 
Prin urmare, analizarea performanței economice a unei țări luând în considerare doar valorile PIB poate duce la rezultate înșelătoare.

### Relația dintre PIB, prosperitate și climă
În Franța, Comisia pentru Măsurarea Performanței Economice și a Progresului Social (Commission sur la mesure des performances économiques et du progrès social, cunoscută și sub numele de Comisia Stiglitz-Sen-Fitoussi), care a fost convocată de fostul președinte francez Nicolas Sarkozy și a inclus 25 de economiști și oameni de științe sociale renumiți, trebuia să producă un sistem alternativ de calcul al progresului economic și social. În raportul său, Comisia a subliniat deficiențele parametrilor standard, cum ar fi PIB-ul, cunoașterea cărora ar fi condus la o evaluare mai puțin „euforică” a situației economice în perioada premergătoare crizei financiare globale din 2007-2008. Comisia a recomandat nu doar analizarea creșterii economice, ci și determinarea „bunăstării” curente a unei țări și specificând că, în afară de PIB, ar trebui luați în considerare și alți indicatori precum venitul mediu al gospodăriei, munca în familie, timpul liber, sănătatea și starea mediului.
Măsurile PIB pot fi, de asemenea, privite ca valori care reprezintă modele create artificial. În iunie 2020, ca parte a seriei Avertismentul oamenilor de știință la adresa umanității (World Scientists' Warning to Humanity), peste 1.700 de oameni de știință au avertizat că creșterea globală a bogăției, măsurată prin PIB, a crescut dramatic consumul de resurse și emisiile de poluanți, făcându-i responsabili pe cei mai bogați cetățeni ai lumii atât pentru majoritatea efectelor nocive asupra mediului, cât și pentru lentoarea tranziției către condiții mai sigure și mai sustenabile. Potrivit studiului, schimbările profunde ale stilurilor de viață și ale tiparelor comportamentale trebuie să însoțească progresele tehnologice. Societățile, economiile și culturile existente încurajează supraconsumul, iar structurile care optimizează creșterea economică în sistemele economice bazate pe piață, măsurate prin PIB, împiedică schimbarea socială.
După ce a dezvoltat o măsură abstractă similară cu PIB-ul denumită indicele bunăstării sociale (Social Wealth Index), Centrul pentru Studii de Parteneriat (Center For Partnership Studies) din Statele Unite a explicat că PIB-ul „și alte măsuri care îl reflectă și îl susțin” nu se concentrează pe producția și furnizarea de bunuri și servicii utile societății. În schimb, ele încurajează și facilitează activități distructive, mai degrabă decât să le prevină structural. Steve Cohen de la Earth Institute, Universitatea Columbia, a explicat că diferitele activități (sau stiluri de viață) nu sunt identice și nu au același impact asupra mediului și sustenabilității. Johan Rockström, de la Institutul de Cercetare a Impactului Climatic din Potsdam (Potsdam-Institut für Klimafolgenforschung) din Germania, a comentat că este dificil să se asigure compatibilitatea modelului economic actual bazat pe PIB cu reducerea rapidă a emisiilor de gaze cu efect de seră la care se angajează națiunile pentru a atenua efectele încălzirii globale în temeiul Acordului de la Paris privind schimbările climatice. În 2020, o analiză sistematică a peste 450 de publicații științifice a ajuns la concluzia că decuplarea PIB-ului de consumul de resurse și de emisiile de CO2 este doar parțial posibilă. Utilizarea PIB-ului ca indicator al bunăstării este, așadar, insuficientă pe termen mediu, deoarece sunt stabilite stimulente opuse.

### Cartografierea factorilor economici nemonetari și externalizați
Numeroși analiști critică faptul că PIB nu s-a adaptat la schimbările socio-tehnologice pentru a oferi o imagine mai exactă a economiei. De exemplu, nu reflectă valoarea producerii de informații și divertisment gratuite pe internet. Munca neremunerată, de exemplu pentru dezvoltarea de software cu sursă deschisă (open-source), care poate înlocui software-ul comercializat și are în mod clar valoare economică, nu este înregistrată. În plus, PIB-ul nu acordă nicio valoare protecției mediului și nu poate diferenția în funcție de criteriul de protecție a mediului. De exemplu, PIB-ul regiunilor mai sărace crește mai rapid, deoarece aceste zone atrag mai multe investiții în construcția de fabrici poluante după conectarea la sistemul de autostrăzi, precum în China. PIB-ul nu este un instrument capabil să identifice cât de mult capital natural construiește, protejează sau afectează un actor economic.

### Concluzie
PIB-ul în sine nu permite decât evaluări limitate referitoare la prosperitate, calitatea vieții sau justiție pentru și între oamenii dintr-o economie. Situația pe termen lung a sistemelor de stat (asigurări de pensii, asigurări de sănătate, asigurări de îngrijiri medicale) și alți factori precum pacea socială, calitatea aerului, zonele de agrement și starea resurselor naturale nu sunt înregistrate în PIB. 
Prin urmare, ca alternativă sau pe lângă încorporarea acestor obiective în politica economică, pot fi utilizați și alți indici economici precum indicele statelor fragile, indicatorul de progres real (în engleză Genuine progress indicator[en]), indicele de progres social (în engleză Social Progress Index[en]), indicele dezvoltării umane, indicele Gini, ratele de paritate a puterii de cumpărare, indicele fericirii conform World Happiness Report[en] sau indicele țării bune (în engleză Good Country Index[en]).
Conform Fondului Monetar Internațional, „PIB-ul nu este o măsură a standardului general de viață sau a bunăstării unei țări. Deși schimbările în producția de bunuri și servicii per persoană (PIB per locuitor) sunt adesea folosite ca o măsură a faptului că cetățeanul mediu dintr-o țară este într-o situație mai bună sau mai rea, acesta nu surprinde lucruri care pot fi considerate importante pentru bunăstarea generală. De exemplu, creșterea producției se poate obține cu prețul afectării mediului sau al intensificării altor efecte externe, precum poluarea sonoră. Sau ar putea implica reducerea timpului liber ori epuizarea resurselor naturale neregenerabile. Calitatea vieții poate depinde și de distribuția PIB-ului între rezidenții unei țări, nu doar de nivelul general. Pentru a încerca să țină seama de astfel de factori, Națiunile Unite calculează un indice de dezvoltare umană, care clasifică țările nu numai în funcție de PIB-ul per locuitor, ci și de alți factori, cum ar fi speranța de viață, gradul de alfabetizare și înscrierea la școală. Au fost făcute și alte încercări de a acoperi unele dintre deficiențele PIB-ului, precum indicatorul de progres real și indicele fericirii naționale brute, dar și acestea au criticii lor”.